# Jeanne Agnès de Prie

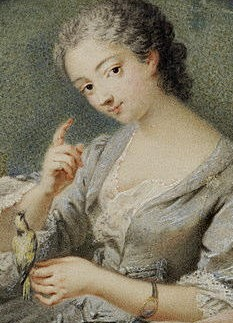
Jeanne Agnès Berthelot de Pléneuf.

Jeanne Agnès Berthelot de Pléneuf, markisinna de Prie, född 1698, död 7 oktober 1727, var en fransk adelsdam, mätress till Frankrikes regent Louis Henri I av Bourbon. Hon anses ha varit Frankrikes regent de facto under Louis Henri I av Bourbons regeringstid 1723–1725.

## Biografi
Jeanne Agnès de Prie var dotter till den rike bankiren Étienne Berthelot de Pléneuf och gifte sig år 1713 med den fattige adelsmannen markis Louis de Prie, som hon följde till Savojen, där han var anställd inom den franska ambassaden. Då hon återvände till Frankrike år 1719 blev hon en av societetslivets medelpunkter på slottet Belesbat utanför Fontainebleau.
Jeanne Agnès de Prie beskrivs som vacker, intelligent, kvick och ambitiös och skall ha varit en skicklig cembalospelare. Hon inledde snart ett förhållande med Louis Henri I de Bourbon, som 1723 blev Frankrikes regent som förmyndare för den omyndiga kungen. Hon dominerade fullständigt honom och var den verkliga regenten under hans regeringstid. Hennes främsta verk var valet av Marie Leszczyńska till drottning år 1725. Hon understödde också författare och konstnärer.
År 1725 misslyckades hon att förvisa kardinal Fleury, som i stället utsågs till försteminister, tog kontrollen över regeringen och avslutade Louis Henri de Bourbons och därmed hennes regeringstid. Louis Henri de Bourbon förvisades till slottet Chantilly, och hon själv till slottet Courbépine i Normandie. Hon avled av antingen stelkramp eller självmord.